# Bruto Mazzolani
Bruto Mazzolani (né en 1880 à Ferrare et mort à Milan en 1949) est un peintre d'art de Romantisme italien.

## Biographie
Bruto Mazzolani est le fils et l'élève du peintre de Giuseppe Mazzolani. Il se rendit ensuite à Bologne pour étudier à l'Académie Clementina (Accademia di Belle Arti di Bologna), devenant l'élève de Domenico Ferri,.
Mazzolani a participé à diverses expositions à Milan, Bologne et Ferrare.

## Style
Bruto Mazzolani s'est  spécialisé dans les nus et les paysages. Sa production abandonne progressivement le réalisme descriptif académique au profit d'une peinture aux accents divisionnistes et macchiaioli, prenant progressivement une connotation matérielle.

## References
1. ↑  (it) « Bruto Mazzolani », sur .capitoliumart.com (consulté le 25 septembre 2024).
2. ↑  Libri e riviste d'Italia, volume 26, partie 2-3, 1974
3. 1 2  (it) Franco, « Mazzolani Bruto », sur Pittori Liguri, franco.dioli, 17 décembre 2020 (consulté le 25 septembre 2024).
4. ↑  (it) Di Mano in Mano, « Opera di Bruto Mazzolani », sur dimanoinmano.it (consulté le 25 septembre 2024).